# Мария Жудит де Карвалью
Мария Жюдит де Карвальо (порт. Maria Judite de Carvalho; 18 сентября 1921, Лиссабон — 18 января 1998) — португальская писательница. Была замужем за Урбано Таварешем Родригешем (1923—2013).

## Биография
Выросла сиротой. Училась на филологическом факультете Лиссабонского университета (отделение германской филологии). Активно сотрудничала с португальскими газетами и журналами.
С 1949 по 1975 из-за репресий диктатуры Салазара, жила во Франции и Бельгии, переодическки проживала и после Революции Гвоздик.
10 июня 1992 года была удостоена Ордена Инфанта Энрике.
Умерла в 1998 году.

## Произведения
- Tanta Gente, Mariana (contos), Lisboa, Arcádia, 1959
- As Palavras Poupadas (contos), Lisboa, Arcádia,1961
- Paisagem sem Barcos (contos), Lisboa, Arcádia, 1963
- Os Armários Vazios (romance), Lisboa, Arcádia, 1966
- O Seu Amor por Etel (novela), Lisboa, Movimento, 1967
- Flores ao Telefone (contos), Lisboa,Portugália, 1968
- Os Idólatras (contos), Lisboa, Prelo, 1969
- Tempo de Mercês (contos), Lisboa, Seara Nova, 1973
- A Janela Fingida (crónicas), Lisboa, Seara Nova, 1975
- Mulher, Mem Martins: Publicações Europa-América, 1976
- O Homem no Arame (Textos publicados no 'Diário de Lisboa' entre 1970 e 1975), Amadora, Editora Bertrand, 1979
- Além do Quadro (contos), Lisboa, O Jornal, 1983
- Este Tempo (crónicas) Lisboa, Caminho, 1991
- Seta Despedida (contos), Mem Martins, Publicações Europa América, 1995.

## Переводы на русский язык
- «Безутешная невеста»   Перевод: Е. Огнёва. Этот рассказ был опубликован в журнале Иностранная литература. Он иллюстрирует характерный для авторского стиля акцент на внутреннем мире героинь и их эмоциональных переживаниях. [2]

- «Балкон с цветами»   Этот рассказ также был переведён на русский язык и опубликован в журнале Иностранная литература. Он продолжает исследовать темы одиночества и человеческих отношений, присущие творчеству писательницы.